# Xieite
La xieite (simbolo IMA: Xi) è un minerale della famiglia degli "ossidi e idrossidi" appartenente al supergruppo della marokite e avente composizione chimica FeCr2O4.

## Etimologia e storia
La xieite è stata chiamata così da M. Chen, J. Shu e H. Mao nel 2008 in onore di Xiande Xie, ex presidente dell'Associazione Mineralogica Internazionale (IMA) dal 1990 al 1994 e professore presso l'Istituto di geochimica di Canton per il suo contributo alla mineralogia e agli effetti d'urto sui minerali.

## Classificazione
Nella nona edizione della sistematica dei minerali di Strunz, aggiornata dall'Associazione Mineralogica Internazionale fino al 2009, la xieite è elencata nella classe "4. Ossidi (idrossidi, V[5,6] vanadati, arseniti, antimoniti, bismutiti, solfiti, seleniti, telluriti, iodati)" e nella sottoclasse "4.B Metallo:Ossigeno = 3:4 e simili"; questa è ulteriormente suddivisa in base alle dimensioni dei cationi coinvolti in modo che la xieite possa essere trovata nella sezione "4.BB Con soltanto cationi di media dimensione" dove forma il sistema nº 4.BB.25 di cui la xieite è l'unico membro.
Nella Sistematica dei lapis (Lapis-Systematik) di Stefan Weiß la xieite compare nella classe degli "ossidi" e nella sottoclasse degli "ossidi con rapporto metallo/ossigeno = 3:4 (tipo spinello M3O4 e composti correlati)" dove forma il sistema nº IV/B.05 insieme a hausmannite, iwakiite, hetaerolite, idrohetaerolite, harmunite, marokite, wernerkrauseite, tegengrenite e filipstadite.

## Abito cristallino
La xieite cristallizza nel sistema ortorombico con il gruppo spaziale Bbmm e con i parametri reticolari a = 9,462(6) Å, b = 9,562(9) Å e c = 2,916(1) Å, oltre ad avere 4 unità di formula per cella unitaria.

## Origine e giacitura
La xieite è stata trovata in vene d'impatto in una condrite L6, formatasi tramite trasformazione allo stato solido di cromite ad alta pressione e temperatura indotte da shock. Si stima che la condizione pressione-temperatura per la formazione della xieite sia rispettivamente 18–23 GPa e 1800–1950 °C. Il minerale è accompagnato da ringwoodite, majorite, lingunite, tuite, olivina, pirosseno, cromite (per campioni provenienti da Suizhou, in Cina); chenmingite, cromite, ulvöspinello ricco di ferro-cromo (per campioni provenienti da Tissint, Marocco).
Oltre alla sua località tipo, la condrite L6 trovata a Suizhou in Cina, la xieite è stata rinvenuta anche a Juína (nel Mato Grosso in Brasile) e nella Terra della Regina Maud in Antartide.